# Embalse de Mequinenza
Der im Jahr 1966 eröffnete Stausee Embalse de Mequinenza (auch Mar de Aragón genannt) ist der größte Stausee in der spanischen Region Aragonien. Er liegt in der Provinz Saragossa, berührt aber auch die Provinz Huesca, und staut den Fluss Ebro bis Caspe. Der Stausee liegt in den Gemeindegebieten von Mequinenza in der Comarca Bajo Cinca und von Caspe und Chiprana in der Comarca Bajo Aragón-Caspe. Flussabwärts schließt sich der Stausee Pantà de Riba-roja (Embalse de Ribarroja) an.

## Geschichte

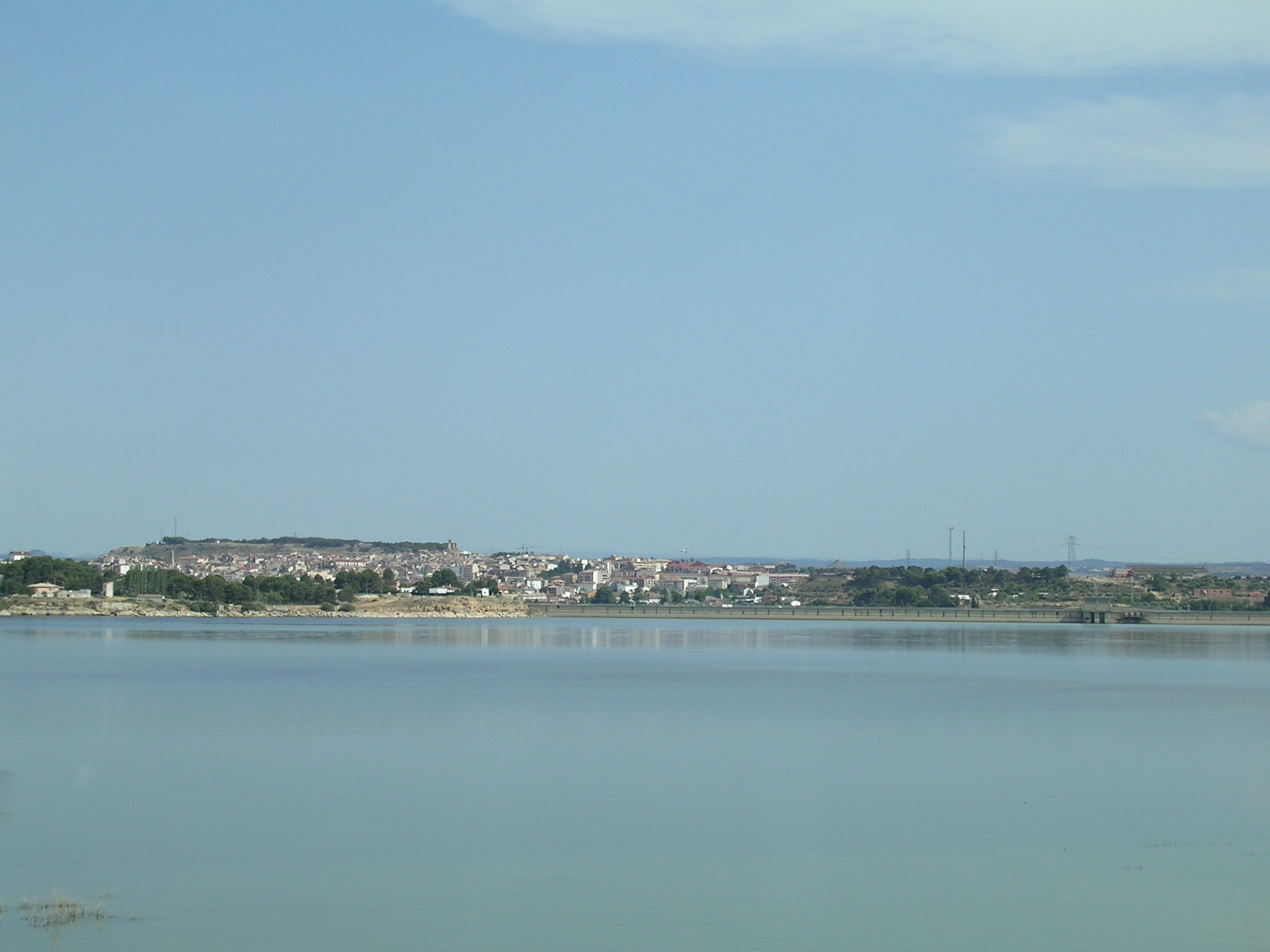
Der Stausee mit Caspe im Hintergrund

Der Bau der Talsperre von Mequinenza begann 1955, der Stau 1965.  Beim Bau der Staumauer wurde der Ort Mequinenza abgebrochen, der an anderer Stelle neu errichtet wurde. Hunderte von Bewohnern wanderten vor allem in die Großstädte Saragossa und Barcelona ab.

## Fauna

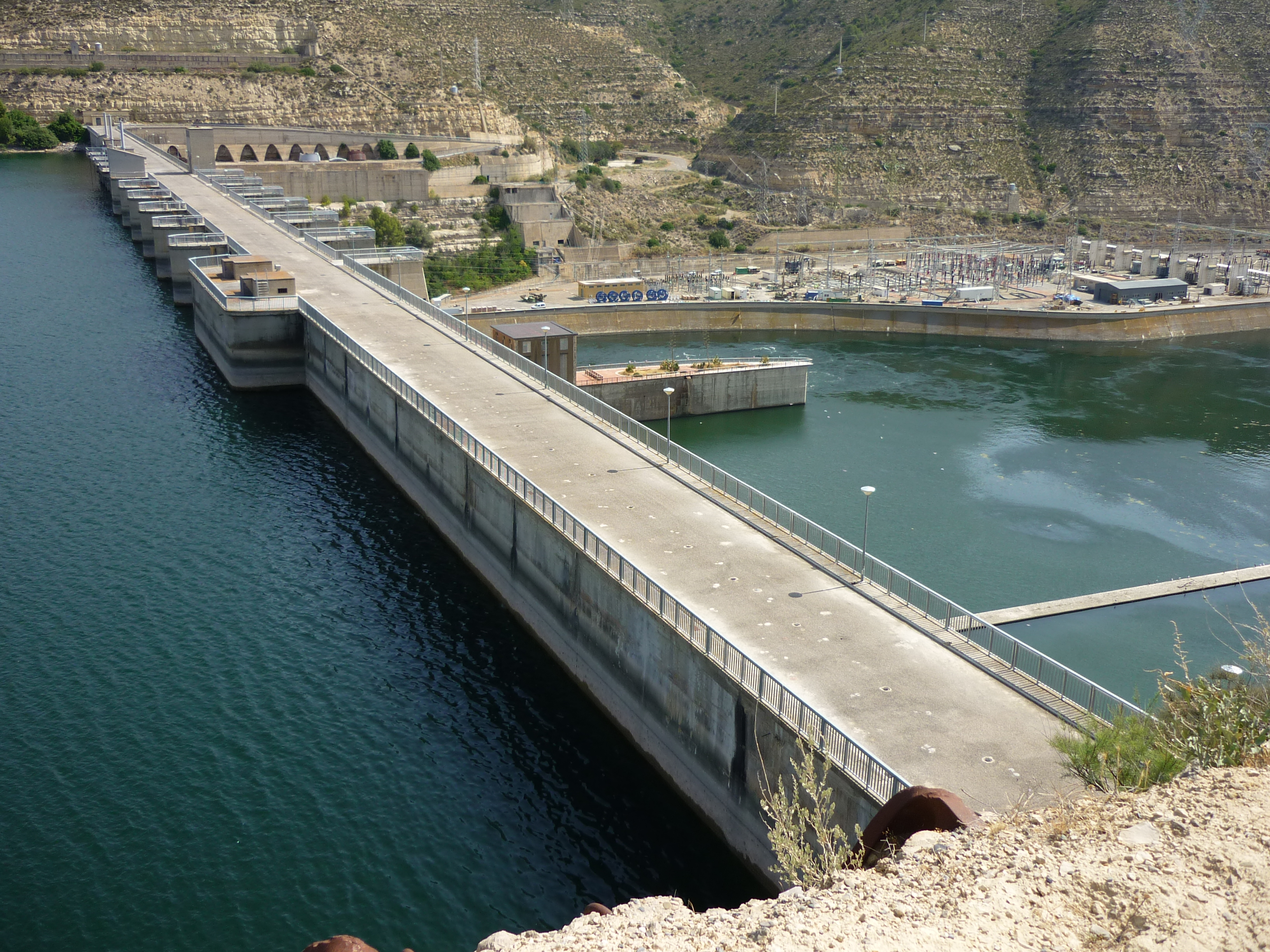
Die Staumauer

Der Stausee ist fischreich mit Beständen von Karpfen und Ukelei und einigen Raubfischen wie dem Europäischen Wels, dem Schwarzbarsch, dem Zander und dem Flussbarsch. In jüngerer Zeit hat sich die Wandermuschel angesiedelt. Am See sind auch Graureiher, Eisvogel, Nachtreiher und Stockente anzutreffen.

## Tourismus

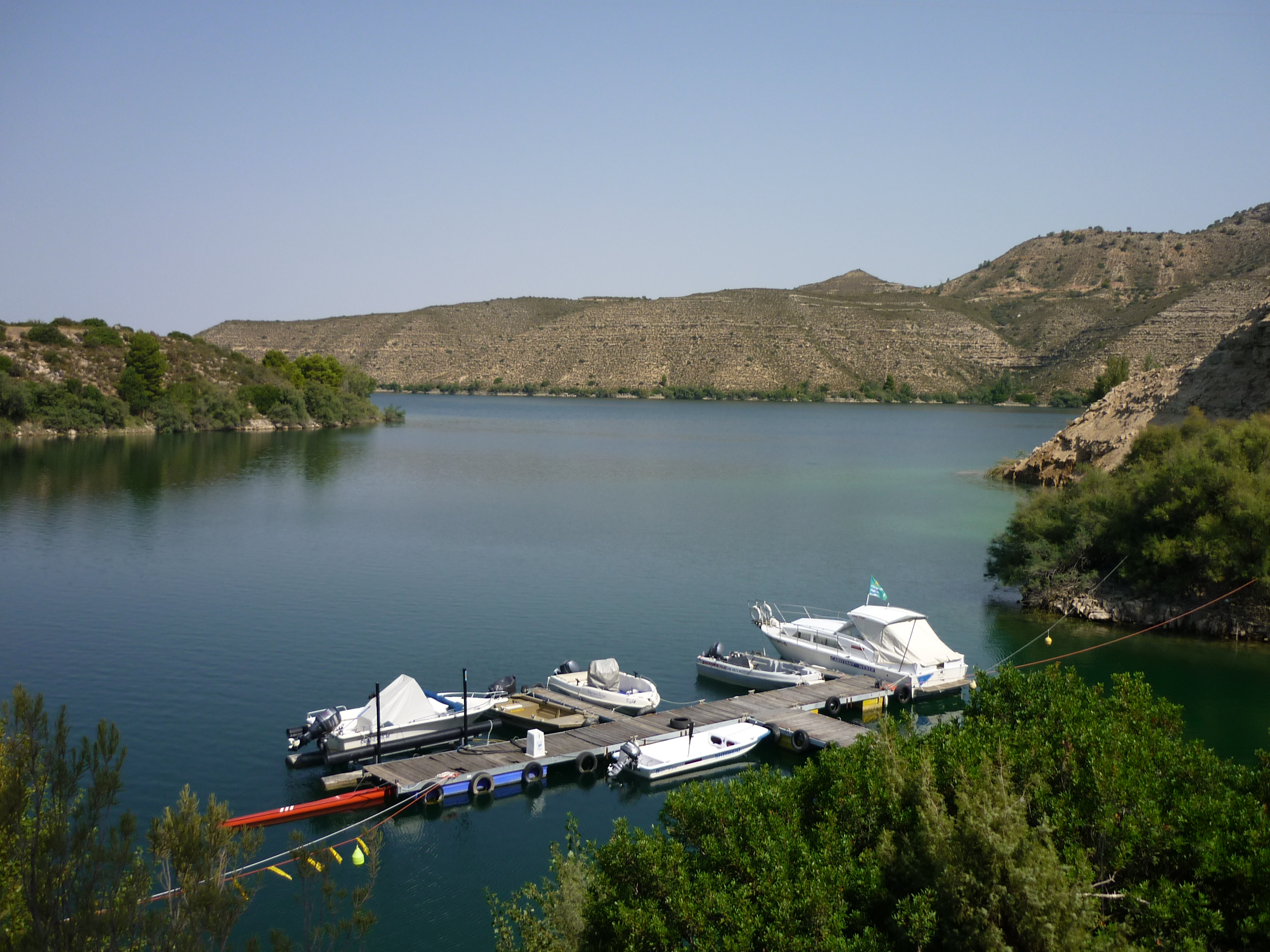
Der Stausee

Die Sportfischerei hat touristische Bedeutung. Wassersport ist mit einigen Sporthäfen und Anlegestellen vertreten.